# Montechiaro d'Acqui
Montechiaro d'Acqui é uma comuna italiana da região do Piemonte, província de Alexandria, com cerca de 585 habitantes. Estende-se por uma área de 17 km², tendo uma densidade populacional de 34 hab/km². Faz fronteira com Cartosio, Castelletto d'Erro, Denice, Malvicino, Mombaldone (AT), Ponti, Spigno Monferrato.

## Demografia
| Variação demográfica do município entre 1861 e 2011                               |
|                                                                                   |
| Fonte: Istituto Nazionale di Statistica (ISTAT) - Elaboração gráfica da Wikipedia |